# Sony Xperia XA2
Il Sony Xperia XA2 è uno smartphone medio di gamma presentato al CES 2018 da Sony facente parte della famiglia Xperia.
Inoltre è stata presentata anche la versione XA2 Ultra, che differisce dal fratello minore XA2 per lo schermo da 6 pollici, la doppia fotocamera anteriore (16 MP + 8 MP, entrambe con grandangolo da 120°) e la batteria da 3300 mAh.

## Caratteristiche tecniche

### Design ed hardware
A livello hardware il Sony Xperia XA2 conserva il design OmniBalance del predecessore nella parte anteriore, mentre viene aggiunto un sensore d'impronte digitali posteriormente (prima volta per i Sony Xperia, caratterizzati dal sensore d'impronte laterale). Il dispositivo è realizzato sui lati (che presentano bordi estremamente ridotti) in alluminio anodizzato con una finitura a taglio di diamante sulle estremità.
A livello hardware, Sony torna con l'XA2 ai chipset Qualcomm Snapdragon nella fascia media, inserendo lo Snapdragon 630 con GPU Adreno 510, connettività 2G GSM, 3G HSDPA, 4G LTE, Wi-Fi 802.11 a/b/g/n, Wi-Fi Direct, hotspot; Bluetooth 5.0, A2DP, aptX HD, LE; GPS, A-GPS, GLONASS; NFC; radio FM; USB 2.0, Tipo-C 1.0; 3 GB di RAM e 32 GB di memoria interna espandibile tramite microSD fino a 256 GB.
Lo schermo è un 5,2" IPS LCD con risoluzione Full HD protetto da un Gorilla Glass di versione non specificata, la fotocamera posteriore è una 23 megapixel con f/2.0 e registrazione di video 4K a 30 fps, mentre anteriormente abbiamo una 8 megapixel con f/2.4 e video Full HD.
Completa la scheda tecnica una batteria agli ioni di litio da 3300 mAh non removibile.

### Software
Sul lato software viene presentato con a bordo Android 8.0 Oreo, con la classica interfaccia minimale dei Sony e la ricarica intelligente Smart Stamina e i programmi Battery Care e Qnovo Adaptive Charging a bordo, mirati ad evitare un danneggiamento nel tempo della batteria.
Su questa serie, compresi l'XA2 Ultra e l'XA2 Plus, è possibile installare Sailfish OS.